# CANT Z.506
CANT Z.506 Airone (tiếng Ý: chim Diệc) là một loại máy bay có phao ba động cơ, do hãng CANT chế tạo từ năm 1935. Nó được hãng hàng không "Ala Littoria" sử dụng làm máy bay vận tải và thư tín. Z.506 đã thiết lập 10 kỷ lục hàng không thế giới vào năm 1936 và 10 kỷ lục khác vào năm 1937. Trong Chiến tranh thế giới II, nó được dùng làm máy bay trinh sát, ném bom và cứu hộ thuộc biên chế của Regia Aeronautica, Regia Marina, Aeronautica Cobelligerante del Sud, Aeronautica Nazionale Repubblicana và Luftwaffe.

## Biến thể
Z.506
Z.506A
Z.506B
Z.506S
Z.506 Landplane
Z.509

## Quốc gia sử dụng
Đức
- Luftwaffe (tịch thu được)

 Ý
- Ala Littoria
- Regia Aeronautica
- Regia Marina
- Không quân Đồng minh tham chiến Ý

 Ba Lan
- Không quân Ba Lan

 Nhà nước Tây Ban Nha
- Không quân Quốc gia Tây Ban Nha

 Anh Quốc
- Không quân Hoàng gia

Sau chiến tranh
 Ý
- Không quân Ý

## Tính năng kỹ chiến thuật (Z.506B Seri XII)
Dữ liệu lấy từ The Encyclopedia of Weapons of World War II
Đặc điểm tổng quát
- Kíp lái: 5
- Chiều dài: 19,24 m (63 ft 1,5 in)
- Sải cánh: 26,50 m (86 ft 11,3 in)
- Chiều cao: 7,45 m (24 ft 5,3 in)
- Diện tích cánh: 86,26 m² (928,53 ft²)
- Trọng lượng rỗng: 8.750 kg (19.300 lb)
- Trọng lượng cất cánh tối đa: 12.705 kg (28.010 lb)
- Động cơ: 3 × Alfa Romeo 126 RC.34, 560 kW (750 hp)  mỗi chiếc

 Hiệu suất bay 
- Vận tốc cực đại: 350 km/h (190 kn, 220 mph)
- Tầm bay: 2.000 km (1.100 nmi, 1.200 mi)
- Trần bay: 7.000 m (23.000 ft)

Trang bị vũ khí

- Súng: 

  - 1 × súng máy Breda SAFAT 12,7 mm (0.50 in)
  - 3 × súng máy 7,7 mm (0.303 in)
- Bom: 

  - 1.200 kg (2.600 lb) bom hoặc
  - 1 quả ngư lôi 800 kg (1.800 lb)